# Київський ліцей № 89 імені Григорія Цехмістренка
Ліцей № 89 І-ІІІ ступенів імені Григорія Цехмістренка з поглибленим вивченням іноземних мов (англійська, французька та німецька) знаходиться в Печерському районі міста Києва.

## Історія
Школа № 89 була відкрита у 1938 році, триповерхова будівля за проєктом № 111 мала десять класних кімнат. 2002 року школу було добудовано, тепер вона складається з двох частин — старої та нової. Загалом у школі 57 кабінетів, дві актові та три спортивні зали.
У червні 2024 року Київська міська рада присвоїла школі ім'я загиблого захисника України від російського вторгнення Григорія Цехмістренка, що навчався у школі.

## Колектив
Колектив співробітників школи складається з дев'яноста трьох вчителів та тридцяти трьох технічних працівників. Серед учителів двоє нагороджених званням Заслужений вчитель України та дев'ятнадцятеро — Відмінник освіти України. Двадцять вчителів мають педагогічне звання вчитель-методист, сімнадцять — старший учитель.

## Відомі випускники
- Цехмістренко Григорій Віталійович (1994—2023) — канадський громадський активіст, медик-доброволець українського походження, військовослужбовець Інтернаціонального легіону ТрО Збройних сил України, учасник російсько-української війни[5].
- Цекало Олександр Євгенович — радянський, російський та американський шоумен, співак, актор, телеведучий, режисер, сценарист і продюсер.